# Quercus anatolica
Quercus anatolica là một loài thực vật có hoa trong họ Cử. Loài này được Sosn. ex Bandin miêu tả khoa học đầu tiên.